# Pâmela Rosa
Pâmela Leite Rosa (São José dos Campos, 19 de julho de 1999) é uma skatista brasileira, bicampeã dos X Games e medalhista de prata nos Jogos Pan-Americanos de 2023 em Santiago no Chile.

## Biografia e carreira
Nascida em uma família de baixa renda no município brasileiro de São José dos Campos localizado no interior do estado de São Paulo; os pais de Pâmela criaram-a em uma casa de um único quarto, eles procuravam manter sua filha com boa educação, cheia de energia e entretida.
Pâmela jogava muito futebol como diversão, e já teve vontade de ser jogadora profissional, influenciada pela paixão do pai, e apesar da preocupação da mão que ela se machucasse. Chegou a receber propostas de times, mas disse que "a sensação de liberdade do skate não tinha igual", e optou pelo esporte sobre rodas.
Ainda criança Rosa, ganhou uma BMX de seus pais que viram, com grande preocupação, sua filha de oito anos, sem medo algum, pegar sua bicicleta e levar ao ponto mais alto de uma rampa. Eles perguntaram se ela trocaria sua bicicleta por um skate, que deram de presente.
Começou praticando manobras no Poliesportivo do Jardim Cerejeiras, em São José dos Campos, mas logo se mudou para a Califórnia, Estados Unidos, para aprofundar os treinos.

### Início nas competições de skate
Aos 13 anos de idade, Pâmela estreou no X Games mas na primeira competição, porém não obteve bons resultado. Em 2014 retornou a competição, na cidade de Austin, EUA, e conquistou o segundo do torneio. Em 2015, Pamela Rosa, reitera o feito no X Games e novamente conquista a medalha de prata ficando atrás somente da atleta norte-americana Alexis Sablone.
Com 16 anos e 221 dias, Pâmela se tornou a mais jovem skatista a ganhar uma medalha de ouro na categoria skate street do X Games, quando competiu na edição de 2017 em Oslo. Por este feito, recebeu o reconhecimento do Guiness Book em 2018.
Aos dezoito anos idade, já tinha conquistado 4 medalhas do X Games, incluindo duas de ouro.

### 2019-2021
Pâmela competiu no Street League Skateboarding em maio de 2019 em Londres, e conquistou o primeiro lugar. Em setembro do mesmo ano, consagrou-se campeã da modalidade street no Campeonato Mundial de Skate em São Paulo. Em agosto, participou dos X Games na Noruega e ganhou a medalha de prata.
Ela se qualificou para os Jogos Olímpicos de Verão de 2020, a primeira vez que o esporte apareceu em uma olimpíada. Pâmela era líder do ranking mundial da World Skate, e uma das favoritas para a medalha de ouro.No entanto, dois dias antes da viagem para a competição, sofreu uma lesão, rompendo um ligamento do tornozelo, e não divulgou essa informação.
As provas de skate ocorreram entre julho e agosto de 2021, em Tóquio. Pâmela disputou a modalidade Street feminino, e por causa da lesão não pôde dar seu melhor, terminando em 10º lugar.
Após as olimpíadas, participou do campeonato mundial de Street Skate, em Jacksonville, EUA, no começo de novembro. Lá, ficou em primeiro lugar, se tornando bicampeã, dividindo o pódio com Rayssa Leal, que ficou em segundo lugar. No final do mesmo mês, disputou os Jogos Pan-americanos Júnior de 2021, em Cali, na Colômbia, e recebeu a medalha de ouro.

### 2022-2023
Em outubro de 2022, Pâmela participou do STU Open 2022, ocorrido na Praça do Ó, no Rio de Janeiro obtendo o em segundo lugar, dividindo o pódio com a brasileira Rayssa Leal que consquitou o título e a australiana Chloe Covell que ficou em terceiro lugar.

#### STU Nacional 2023
No mês de fevereiro de 2023, Pâmela foi campeã da primeira etapa do Skate Total Urbe  conhecido como STU Nacional, realizado no munícipio de Criciúma em Santa Catarina.. Consecutivamente em março de 2023, Rosa participou da segunda etapa do STU Nacional que realizou-se na cidade Porto Alegre no Rio Grande do Sul. Pamela iniciou bem pela conquista o título, porém sentiu dores no joelho direito após errar a primeira manobra e na segunda obteve dificuldades para finalizar a disputa, ela terminou o torneio em quinto lugar. Na terceira etapa do STU que aconteceu em setembro de 2023 na cidade de São Paulo, Gabi Mazetto ficou em terceiro lugar com 56.12 pontos, em segundo lugar Pâmela Rosa que efetuou 58.54 pontos e Rayssa Leal ficou em primeiro lugar com 65.26 pontos.
No mês de outubro de 2023, Pâmela sobe ao pódio mais uma vez, nesta ocasião a atleta ficou em terceiro lugar no STU Open Rio com 80,02 pontos, em seguida Paige Heyn  ficou em segundo lugar com 82,23 pontos e a skatista brasileira Rayssa Leal foi campeã com 85,70 pontos.
Em novembro de 2023, Pâmela confirma seu favoristismo e vence o STU Recife na categoria street.

#### Inauguração de pista de Skate
Em 27 de abril de 2023, foi inaugurada a Pista de skate Pâmela Rosa, na  Farma Conde Arena na cidade de São José dos Campos cidade natal da skatista. A pista tem uma qualidade similar a onde treina nos Estados Unidos, e é todo decorado com flores, em referência ao sobrenome da atleta olímpica e promete ajudar muito na carreira da atleta, principalmente para preparação ao Jogos Olímpicos de Verão de 2024 em Paris na França.

#### Jogos Pan-Americanos em Santiago 2023
Nos Jogos Pan-Americanos de 2023, no Chile, Pâmela conquistou a medalha de prata na primeira vez que o skate fez parte do evento, ao lado da também brasileira Rayssa Leal, que ficou com o ouro, completando uma "dobradinha" no pódio.

## Apoio
Em 2014, contava com pouco patrocínio, apenas de empresas de sua cidade.